# Ронкети (Пескара)
Ронкети (итал. Ronchetti) је насеље у Италији у округу Пескара, региону Абруцо.
Према процени из 2011. у насељу је живело 38 становника. Насеље се налази на надморској висини од 389 м.